# Amunherkhepeshef (Ramesses II)
Amun-her-khepeshef (hay Amonhirkhopshef, Amun-her-wenemef) là một hoàng tử của pharaon Ramesses II và hoàng hậu Nefertari. Tuy được phong làm thái tử nhưng lại mất trước cha mình, ngai vàng sau đó thuộc về tay Merneptah.

## Thân thế
Amun-her-khepeshef được sinh vào thời trị vì của ông nội là Seti I, khi cha ông chưa lên làm vua. Ban đầu ông có tên là Amun-her-wenemef ("Cánh tay phải của Amun"), về sau đổi thành Amun-her-khepeshef ("Cánh tay khỏe mạnh của Amun") vào những năm đầu triều đại của cha ông. Amun-her-khepeshef được nghĩ là đã đổi tên một lần nữa vào năm thứ 20 của Ramesses, Seth-her-khepeshef ("Cánh tay khỏe mạnh của Seth"), hoặc đây có thể là một người con khác của Ramesses.

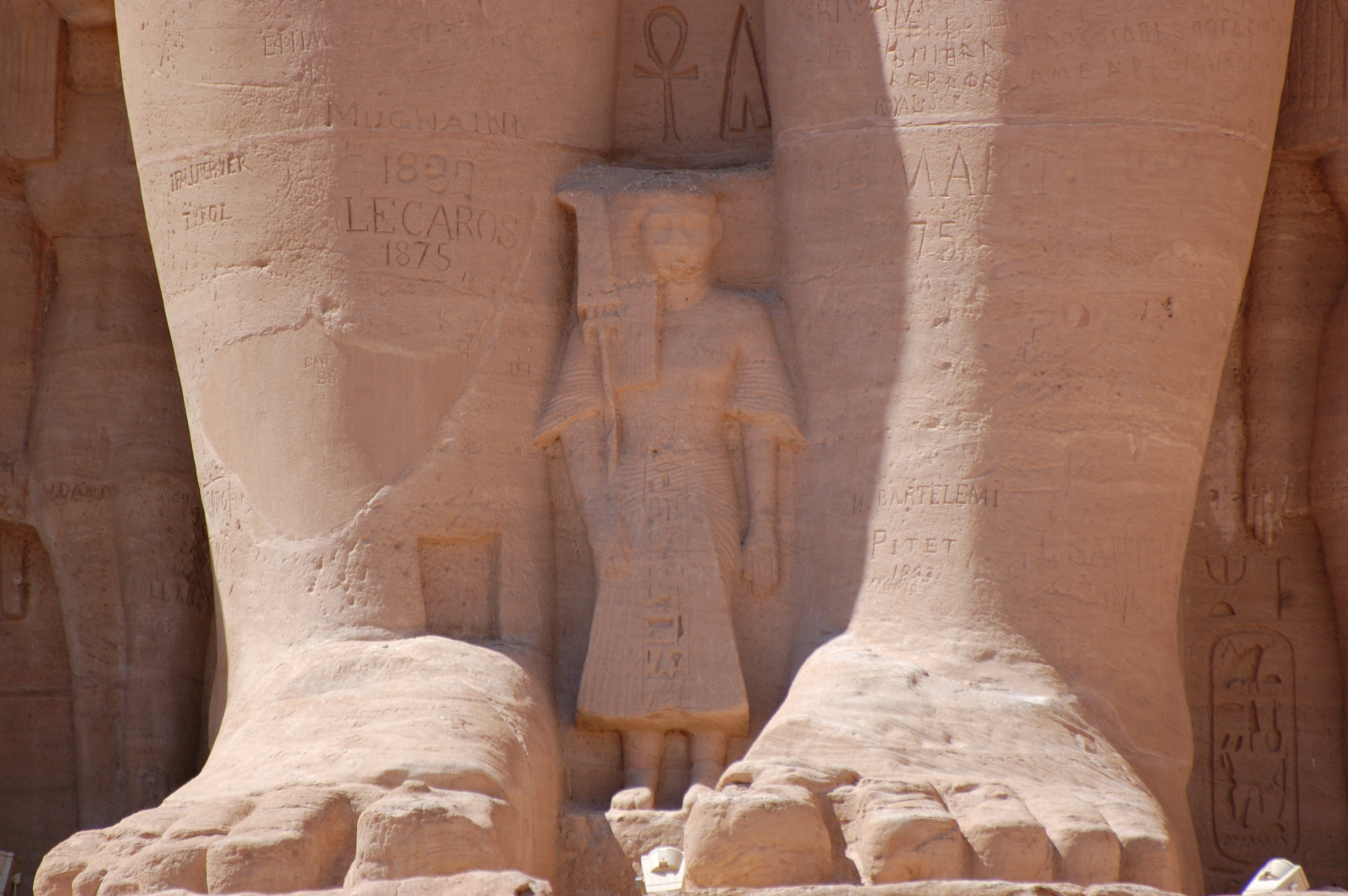
Amun-her-khepshef đứng dưới chân của Ramesses II

Amun-her-khepeshef là con trai đầu lòng của hoàng hậu Nefertari. Ông cũng là hoàng tử đầu tiên của Ramesses II. Ông được phong thái tử vào khoảng thời gian 25 năm đầu và mất vào năm thứ 25 của Ramesses. Ngôi thái tử lại truyền cho hoàng tử thứ 2, Ramesses, nhưng hoàng tử này cũng mất trước cha. Ông được biết là có người vợ tên Nefertari - người có thể là con gái của Ramesses II, tức là chị em cùng cha với thái tử - và một con trai tên Seti. Merenptah, hoàng tử thứ 13 của Ramesses II, đã lên ngôi sau khi 12 người anh đầu lần lượt qua đời.
Amun-her-khepeshef có tất cả là 5 anh chị em ruột, bao gồm những người sau:
- Pareherwenemef, hoàng tử thứ ba của Ramesses, được gọi với các danh hiệu "Người can đảm nhất trong quân đội" và "Người giữ xe ngựa".
- Meryre, hoàng tử thứ 11, chết yểu.
- Meryatum, hoàng tử thứ 16, được phong làm "Thầy tư tế cấp cao của Ra". Hoàng tử được khắc tên trên đền thờ của hoàng hậu Nefertari tại Abu Simbel.
- Meritamen, công chúa thứ tư của Ramesses, được lập làm "Người vợ hoàng gia vĩ đại" của cha bà, sau khi Nefertari qua đời.
- Henuttawy, công chúa thứ 7 của Ramesses, chỉ được biết đến qua một bức tượng tại đền thờ của Nefertari (Abu Simbel) và trên một bức phù điêu cùng với 8 công chúa đầu tiên.

Lúc còn sống, thái tử Amun-her-khepeshef được phong rất nhiều tước vị: "Chỉ huy quân lính", "Con trưởng của Vua", "Người hầu quạt bên phải của nhà vua" và "Người ghi chép hoàng gia". Ông đã giữ vị trí rất lớn trong quân đội. Amun-her-khepeshef và người em Khaemwaset đã theo cha cầm quân ra trận Kadesh và chinh phục Nubia. Ông cũng tham gia vào việc trao đổi thư từ ngoại giao với người Hittite vào năm 21 của Ramesses.
Những bức tượng và bản khắc của thái tử Amun-her-khepeshef xuất hiện nhiều tại các đền thờ Abu Simbel, Luxor, Ramesseum và đền thờ của Seti I tại Abydos.

## Qua đời
Amun-her-khepeshef mất vào khoảng năm 25 của Ramesses. Ông được chôn cất tại KV5, là một ngôi mộ lớn dành để chôn cất những người con trai của Ramesses. Theo cuốn sách Xuất Hành, Amun-her-khepeshef chết vì bệnh dịch hạch vào lúc đó.
Hộp sọ bị vỡ của ông được phát hiện tại đó cùng những chiếc bình nội tạng có khắc tên của ông. Ngoài ra 4 bộ xương của những hoàng tử khác cũng được tìm thấy.

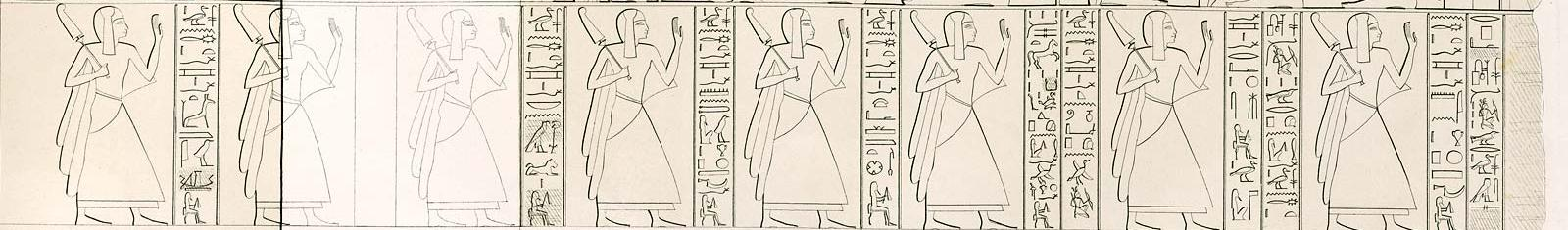
Những người con trai của Ramesses II. Amun-her-khepeshef đứng đầu tiên bên phải, phía sau là các em của ông